# Terrytoons

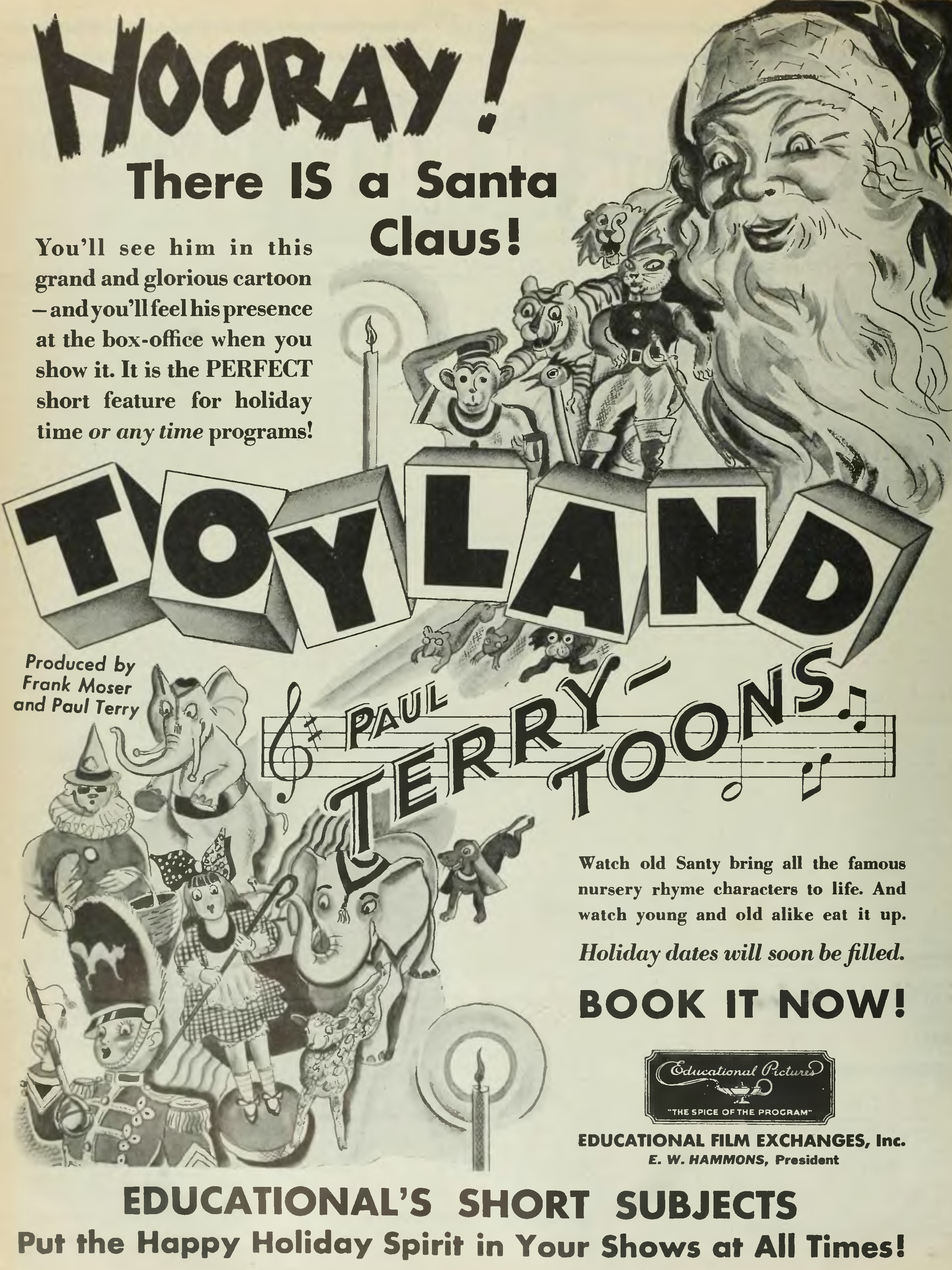
Toyland produit par Frank Moser et Paul Terry-Toons - The Film Daily, juillet-décembre 1932 (page 858 recadrée)

Terrytoons est un ancien studio d'animation, en activité de 1928 à 1968. Il a été fondé par Paul Terry. Le studio se situait à La Nouvelle-Rochelle, dans l'État de New York.
Les personnages les plus connus mis en scène dans les dessins animés du studio sont Mighty Mouse, Gandy Goose (en), Sourpuss (en), Dinky Duck (en), Deputy Dawg (en), Astro & Luno the White Stallion et Heckle et Jeckle. Ces dessins animés ainsi que tous les autres qui ont été créés chez Terrytoons sont sortis au cinéma, distribués par la 20th Century Fox.

## Filmographie partielle

### Cartoon
- 1915–1956 : Farmer Al Falfa
- 1921–1933 : Aesop's Fables
- 1933 : Fanny Zilch (en)
- 1938–1955 : Gandy Goose (en)
- 1939–1957 : Dinky Duck (en)
- 1935–1942 : Puddy the Pup (en)
- 1936–1937 : Kiko the Kangaroo (en)
- 1942 : Nancy and Sluggo
- 1942-1961 : Mighty Mouse
- 1946 : Heckle et Jeckle
- 1946–1966 : Heckle et Jeckle
- 1950 : Dingbat
- 1950–1955 : Little Roquefort (en)
- 1951 : Half Pint
- 1951–1956 : The Terry Bears
- 1953–1957 : Dimwit
- 1955–1956 : Good Deed Daily
- 1957–1959 : Gaston Le Crayon
- 1957–1959 : Clint Clobber
- 1957–1959 : John Doormat
- 1958-1963 : Sidney l'éléphant
- 1959–1960 : Foofle
- 1959–1963 : Hashimoto-san (en)
- 1959–1971 : Hector Heathcote (en)
- 1963 : Luno the White Stallion
- 1963–1964 : Luno The White Stallion (en)
- 1964 : Duckwood
- 1965–1968 : Sad Cat
- 1964–1971 : The Astronut Show (en)
- 1965–1971 : Possible Possum
- 1966 : Martian Moochers
- 1966–1967 : James Hound

### Séries télévisées
- Barker Bill's Cartoon Show (en) (1953–1956)
- Mighty Mouse Playhouse (en) (1955–1967)
- CBS Cartoon Theatre (1956)
- The Heckle and Jeckle Show (1956)
- Tom Terrific (en) (1957)
- Deputy Dawg (en) (1959–1963)
- The Adventures of Lariat Sam (1962)
- Hector Heathcote (en) (1963)
- The Astronut Show (en) (1965)
- Mighty Mouse et The Mighty Heroes (en) (1966–1967)
- Sally Sargent (1968) (pilote)
- Le Retour de Super-Souris (1987–1988)